# Portogruaro
Portogruaro é uma comuna italiana da região do Vêneto, província de Veneza, com cerca de 25.266 habitantes. Estende-se por uma área de 102 km², tendo uma densidade populacional de 231 hab/km². Faz fronteira com Annone Veneto, Caorle, Cinto Caomaggiore, Concordia Sagittaria, Fossalta di Portogruaro, Gruaro, Pramaggiore, San Michele al Tagliamento, Santo Stino di Livenza, Teglio Veneto.

## Demografia
Predefinição:Gráfico de evolução1881